# Dresdner Fußballmuseum

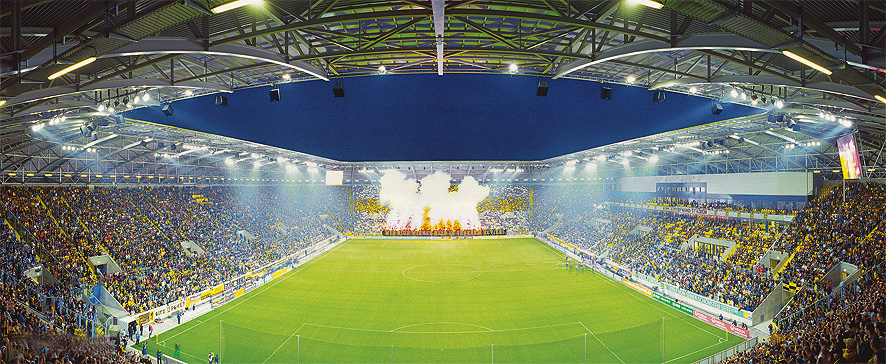
Rudolf-Harbig-Stadion in Dresden

Das Dresdner Fußballmuseum ist ein Museum in Dresden, das Objekte zur Ortsgeschichte des Fußballs sammelt und ausstellt.

## Standort
Im November 2011 erhielt das Fußballmuseum ein neues Domizil im Rudolf-Harbig-Stadion, der Heimstätte von Dynamo Dresden, an der Lennéstraße im Stadtteil Pirnaische Vorstadt. Zuvor befanden sich die Museumsräume bis Ende 2010 im Erdgeschoss eines Plattenbaus an der Hauptstraße im Stadtteil Innere Neustadt, nahe dem Neustädter Markt. Im Januar 2011 wurde das Gebäude abgerissen.

## Sammlung und Ausstellung
Die Sammlung umfasst mehr als 10.000 Objekte zum Thema Fußball des gesamten 20. Jahrhunderts in Dresden. Dabei handelt es sich unter anderem um Eintrittskarten, etwa 4000 Programmhefte, Fotos, Urkunden, Fachzeitschriften, Wimpel, Trikots, Plakate, Pokale, Fahnen und Anstecknadeln. Sie gehören fast ausnahmslos zur Privatsammlung Jens Genschmars. Er ist Museumsleiter, Dresdner Stadtratsmitglied (ehemals FDP, jetzt Freie Wähler Dresden) und war einige Jahre Aufsichtsratsmitglied von Dynamo Dresden. 
Außerdem beinhaltet die Sammlung das einzige erhaltene Trikot der deutschen Fußballnationalmannschaft von vor 1933. 
Für diese Führungen ist eine Anmeldung im Stadion erforderlich. Zusätzlich können individuelle Führungen (ab 10 Personen) gebucht werden. 

### Ausstellung an der Hauptstraße

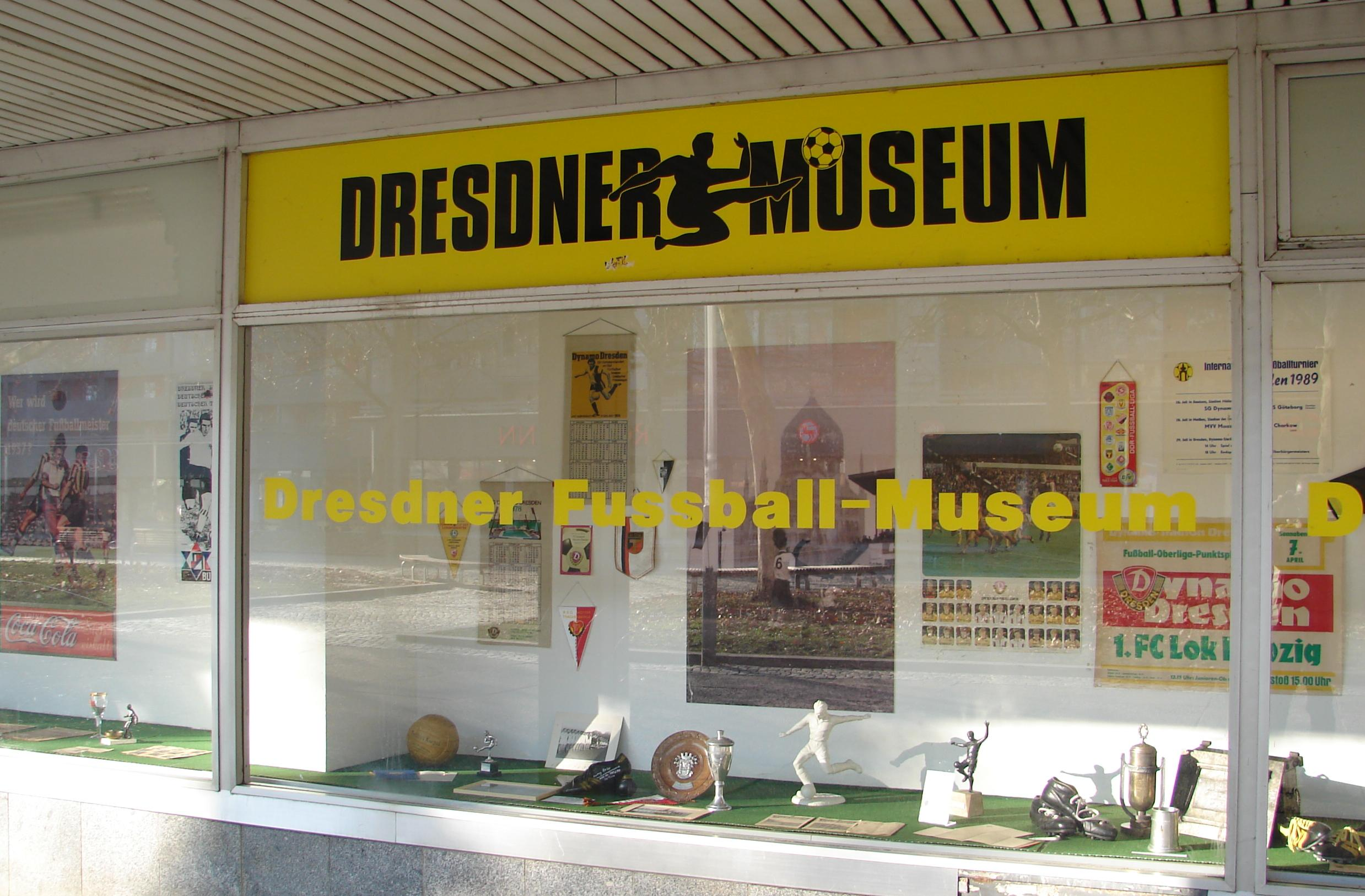
Schaufenster des Fußballmuseums am an der Hauptstraße

Die Ausstellung an der Hauptstraße war in die Zeit vor und nach 1945 untergliedert. Im ersten Abschnitt wurde unter anderem die Geschichte des Dresden English Football Clubs dokumentiert, des weltweit ersten Sportvereins, der außerhalb von Großbritannien Fußball nach den noch heute gültigen Regeln spielte. Neben dem Dresdner SC, seinen deutschen Meister- und Tschammerpokaltiteln sowie seinen Nationalspielern Arno Neumann, Richard Hofmann, Helmut Schön usw. wurden auch andere größere Vereine der Dresdner Vorkriegszeit vorgestellt, darunter die Vorläufer der Sportfreunde 01 Dresden-Nord und Guts Muts Dresden. Aber auch die Geschichte kleinerer Vereine wie Dresdensia Dresden, Dresdner SG 1893, Dresdner SV 1910, Dresdner SV 06 Laubegast und die Vorläufer des SC Borea Dresden wurde dokumentiert.
Im Nachkriegsabschnitt fanden sich unter anderem mit der SG Dresden-Friedrichstadt, Rotation Dresden, Einheit Dresden und dem FSV Lokomotive Dresden mehrere Vorläufer beziehungsweise Nachfolger des in der DDR verbotenen Dresdner SC wieder. Besonders umfassend war die Geschichte der SG Dynamo Dresden und ihres Vorgängers SV Deutsche Volkspolizei Dresden enthalten, insbesondere auch die Dynamo-Spiele in den verschiedenen Europapokalwettbewerben zwischen 1973 und 1991. Ferner wurden Andenken an die verschiedenen Länderspiele deutscher Nationalmannschaften in Dresden gezeigt, an denen unter anderem auch bekannte Dresdner Trainer und Spieler wie Walter Fritzsch, Dixie Dörner, Klaus und Matthias Sammer sowie Ulf Kirsten teilnahmen. Komplettiert wurde die Ausstellung durch 40 vollständige Jahrgänge der „fuwo“ und ein Fußballkino, in dem wichtige historische Spiele von Dresdner Mannschaften zu sehen waren.
Nach der Schließung der Ausstellung waren die 2000 Exponate ab Ende 2010 eingelagert. 

### Ausstellung im Rudolf-Harbig-Stadion
Ende 2011 erhielt das Fußballmuseum im Rudolf-Harbig-Stadion (damals Glücksgas-Stadion) an der Lennéstraße einen Ausstellungsbereich im VIP-Bereich. Er kann im Rahmen von regelmäßig angebotenen historischen Stadionführungen besichtigt werden. Zu sehen sind unter anderem das Nationaltrikot aus dem Nachlass von Richard Hofmann, das als einziges erhaltenes DFB-Trikot aus der Zeit vor 1933 gilt, die von Reinhard Häfner bei den Olympischen Sommerspielen 1976 errungene Goldmedaille und die erste Meisterurkunde von Dynamo Dresden aus dem Jahre 1953.

## Geschichte
Seit den 1980er Jahren sammelt Museumsgründer Jens Genschmar alle denkbaren Objekte zur Dresdner Fußballgeschichte, die er der Öffentlichkeit zugänglich machen wollte. Die passende Räumlichkeit dafür fand er am ehemaligen Standort der Jugendbibliothek der Städtischen Bibliotheken Dresden in der Hauptstraße. Am 12. Mai 2006 eröffnete dort das Dresdner Fußballmuseum. Am Aufbau des Museums wirkte unter anderem auch Lothar Müller mit, ein Ex-Spieler von Rotation Dresden und Vater des früheren Dynamo-Spielers Matthias Müller. Am 3. November 2008 gingen Teile des Fußballmuseums an das Stadtarchiv Dresden über, das damit seine eigene Fußballsammlung ausbaute. Das Museum musste Ende 2010 bis auf Weiteres schließen, da das Gebäude abgerissen wurde, und unterhielt anschließend eine kleine Ausstellung in einigen Vitrinen im Rudolf-Harbig-Stadion.
Das Museum erhielt im November 2011 neue Räumlichkeiten im Rudolf-Harbig-Stadion. Ebenfalls im November 2011 beendete das Museum seine mehrjährige Kooperation – u. a. in Form kostenfrei zur Verfügung gestellter Dauerleihgaben – mit dem im Aufbau befindlichen Deutschen Fußballmuseum des DFB in Dortmund, nachdem das DFB-Sportgericht Dynamo Dresden aus dem DFB-Pokal 2012/13 ausgeschlossen hatte. Die Gerichtsentscheidung wurde später revidiert.